# Briançon (rivière)
Pour les articles homonymes, voir Briançon (homonymie).
Le Briançon, encore appelé Brianèon est une rivière française qui coule dans le département de la Lozère. C'est un affluent du Tarn en rive droite, donc un sous-affluent de la Garonne.

## Géographie
De 9,9 km de longueur, le Briançon prend sa source dans les contreforts occidentaux du massif du mont Lozère, à une altitude de plus ou moins 1 250 mètres, sur le territoire de la vaste commune des Bondons, dans le département de la Lozère, au sein du parc national des Cévennes. Dès sa naissance, il se dirige droit vers le sud en dévalant les pentes du massif. Dans son parcours, il forme la cascade de la Lozerette. Après avoir parcouru près de dix kilomètres, il se jette dans le Tarn au niveau de la localité du Cocurès, à quatre kilomètres en amont de la ville de Florac.

### Communes et cantons traversés
Le Briançon traverse ou longe d'amont en aval les communes suivantes, toutes situées dans le
département de la Lozère :
- Les Bondons, Bédouès et Cocurès.

### Bassin versant
Le Syndicat mixte du bassin versant Tarn-amont(SMBVTAM), qui exerce la compétence GEMAPI sur le territoire (des sources du Tarn jusqu'en aval de Millau) a pour mission de préserver ou d'améliorer la qualité de l'eau et des milieux aquatiques et de limiter les risques inondations sur le bassin versant. Le SMBVTAM a été créé au 1er avril 2019.
Un PPG (plan pluriannuel de gestion), est en phase de création sur le Haut Tarn, le Tarnon et la Mimente afin de proposer des actions à mettre en place sur le territoire, ces actions devront être en cohésion avec le SDAGE Adour-Garonne et le SAGE Tarn-amont.

## Affluent
- Le ruisseau de l'Église (3,7 km) qui baigne la localité des Bondons.

## Hydrologie
Le Briançon est une rivière fort abondante, mais pouvant connaître d'importants débordements, comme c'est le cas de la plupart des cours d'eau du bassin versant du Tarn d'origine cévenole.

### Le Briançon à Cocurès
Son débit a été observé durant une période de 60 ans (1949-2008), à Cocurès, localité située au niveau de son confluent avec le Tarn. La surface prise en compte est de 25 km2, ce qui correspond à la quasi-totalité du bassin versant de la rivière.
Le module de la rivière à Cocurès est de 0,562 m3/s.
Le Briançon présente des fluctuations saisonnières de débit assez importantes et très marquées. Le régime de la rivière connaît en fait deux périodes successives. Les hautes eaux se déroulent de l'automne au printemps suivant et portent le débit mensuel moyen à des niveaux allant de 0,637 à 0,908 m3/s, de novembre à mai inclus (avec un maximum en février). Les basses eaux ont lieu en été, de juillet à septembre, avec une baisse du débit moyen mensuel allant jusque 0,079 m3/s au mois d'août (79 litres par seconde). Les deux mois restants, juin et octobre, constituent deux étapes de transition fort brèves. Mais les fluctuations de débit sont bien plus prononcées sur de courtes périodes et aussi d'après les années.

### Étiage ou basses eaux
À l'étiage, le VCN3 peut chuter jusque 0,014 m3/s, en cas de période quinquennale sèche, soit 14 litres par seconde, ce qui peut être qualifié de sévère.

### Crues
Les crues peuvent être importantes, compte tenu bien sûr de la taille très modeste de la rivière et de son bassin versant, mais moindres cependant que celles du Rieumalet son voisin situé plus à l'est. Les QIX 2 et QIX 5 valent respectivement 13 et 20 m3/s. Le QIX 10 est de 24 m3/s, le QIX 20 de 29 m3/s, tandis que le QIX 50 se monte à 35 m3/s.
Le débit instantané maximal enregistré à Cocurès durant cette période, a été de 39,4 m3/s le 5 novembre 1994, tandis que la valeur journalière maximale était de 25,4 m3/s le même jour. En comparant la première de ces valeurs à l'échelle des QIX de la rivière, il apparaît que cette crue était plus importante que la crue cinquantennale calculée par le QIX 50, et donc très exceptionnelle.

### Lame d'eau et débit spécifique
En conclusion, le Briançon est une rivière fort abondante, bien alimentée par les fortes précipitations de son bassin versant. La lame d'eau écoulée est de 711 millimètres annuellement, ce qui est plus de deux fois supérieur à la moyenne d'ensemble de la France tous bassins confondus (320 millimètres), mais est aussi nettement supérieur à la moyenne du bassin du Tarn (478 millimètres) et bien sûr de la Garonne (384 millimètres). Le débit spécifique (ou Qsp) de la rivière atteint 22,5 litres par seconde et par kilomètre carré de bassin.